# Eugyra pellucida
Eugyra pellucida är en sjöpungsart som först beskrevs av James David Macdonald 1859.  Eugyra pellucida ingår i släktet Eugyra och familjen kulsjöpungar. Inga underarter finns listade i Catalogue of Life.